# Kevin Patkovsky
Kevin Patkovsky (González Catán, Buenos Aires, Argentina, 20 de febrero de 1999) es un futbolista argentino, juega de defensor. Actualmente integra el plantel del Club Deportivo y Social Juventud Unida, de la [Primera C.

## Trayectoria
El defensor comenzó su carrera deportiva a los 9 años en el Club Almirante Brown, luego, militó dos temporadas en las Divisiones Inferiores de Boca Juniors. En su regreso al club, siguió escalando y, desde principios de 2018, se unió al plantel profesional.
El 26 de diciembre de ese mismo año, se confirma que jugará a préstamo por 6 meses en Deportivo Paraguayo, equipo de la Primera D.
Luego de su regreso a Almirante Brown, integra el plantel que logró el ascenso a la Primera Nacional 2021 de Argentina.
En febrero de 2021 se produce su traspaso a Juventud Unida de la Primera C.

## Clubes
| Club                | País      | Año           |
| ------------------- | --------- | ------------- |
| Almirante Brown     | Argentina | 2017-2018     |
| Deportivo Paraguayo | Argentina | 2019-2021     |
| Juventud Unida      | Argentina | 2021-presente |